# GANADARA
"GANADARA"는 한국계 미국인 가수 박재범의 싱글로, 가수 아이유가 피처링으로 참여했다. 모어 비전을 통해 2022년 3월 11일에 발매되었다. 가온 디지털 차트 1위를 기록했다.

## 녹음
"GANADARA" 녹음은 2020년에 마무리되었으나, 박재범은 "준비를 제대로 할 수 있을 때, 그만한 여유나 조건이 있을 때 내고 싶"어 2022년에 이를 발매했다.

## 음악 및 가사
이즘에 따르면, 박재범은 "한국말이 익숙지 않은 실제 자신의 모습을 가사에 담아 '오늘 밤, 가나다라 마바사를 가르쳐줘' 노래한다. 부드러운 알앤비 장르에 사랑에 앞에 움츠러든 모습을 사랑스럽게 포착한 가사가 그의 이미지와 잘 맞아떨어진다."

## 뮤직 비디오
노래와 같이 공개된 뮤직 비디오에 "박재범이 아이유에게 출연을 요청하고, 어렵게 성사되는 과정이 유쾌하게 그려졌다."

## 평가
이즘에서 5점 만점에 3.5점을 받았다. 박수진 평론가에 따르면, "GANADARA"는 "엉뚱하고 귀엽고 그럼에도 핫한 박재범 본인의 스타일을 제대로 녹여낸 싱글"로 "물 흐르듯 흘러 듣기 좋은 팝"이다.

## 차트
| 차트 (2022)     | 최고 순위 |
| --------------- | --------- |
| 대한민국 (가온) | 1         |